# Hermann Otto Glüer
Hermann Otto Glüer (* 5. Februar 1834 in Hamburg; † 13. Februar 1913 in Gergehnen) war Rittergutsbesitzer und Mitglied des Deutschen Reichstags.

## Leben

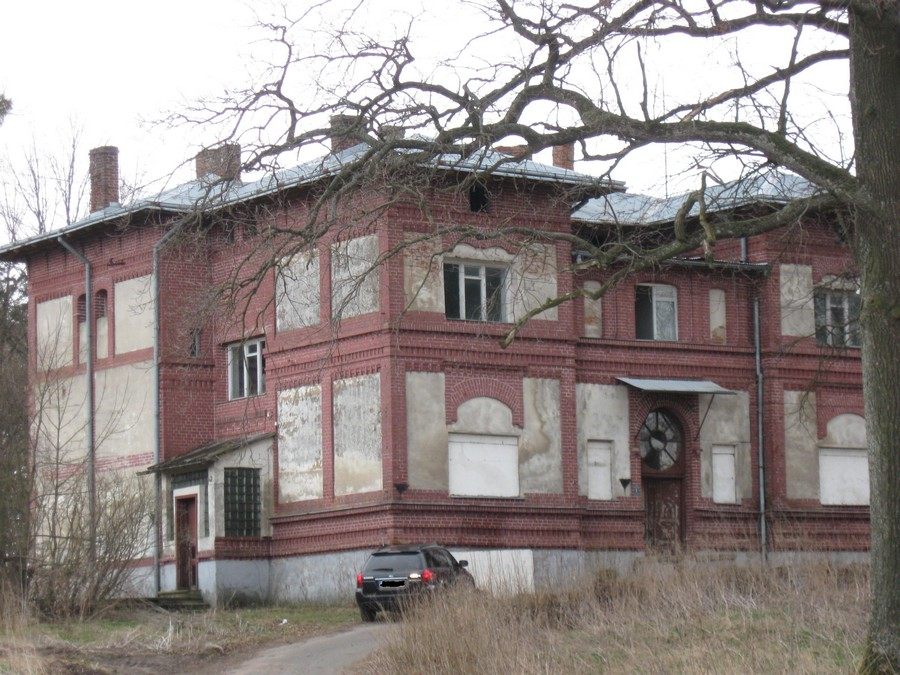
Ehemaliges Herrenhaus des Gutes Gergehnen im heutigen Girgajny. In diesem Haus starb Glüer 1913.

Glüer besuchte die Privat- und städtische Realschule in Hamburg und später landwirtschaftliche Akademie in Proskau. Seit 1860 praktischer Landwirt und Besitzer von Gergehnen. Er war Mitglied des ostpreußischen Provinziallandtags und Provinzialausschusses, der ostpreußischen Landwirtschaftskammer. 1881 war er Mitbegründer und Vorsitzender des Ostpreußischen Milchwirtschaftlichen Vereins bis 1906, dann Ehrenmitglied des Vereins. Er war träger des Roten Adlerordens IV. Klasse und des Kronenordens III. Klasse.
Von 1905 bis 1912 war er Mitglied des Deutschen Reichstags für den Reichstagswahlkreis Regierungsbezirk Königsberg 7 und die Deutschkonservative Partei.